# Club pour le vieux Prague
Le Club pour le vieux Prague, en tchèque Klub Za starou Prahu, est une association, qui depuis sa création en 1900, est vouée à la protection des monuments et des sites patrimoniaux pragois. Il a son siège à l'entrée du Pont Charles, côté Malá Strana.
Il intervient à l'occasion de graves menaces qui pèsent sur des bâtiments ou sur des projets immobiliers, qui ne sont pas compatibles avec le contexte architectural et historique de Prague. Pour cette mission, le Club s'adjoint l'expertise d'un certain nombre de ses membres et experts. Il publie deux fois par an un bulletin, Za Starou Prahu.
Chaque année il décerne le prix de la nouvelle meilleure construction en milieu historique, Cena za novou stavbu v historickém prostředí.
Le conseil de l'association est composé principalement d'historiens de l'art, d'architectes et d'urbanistes.

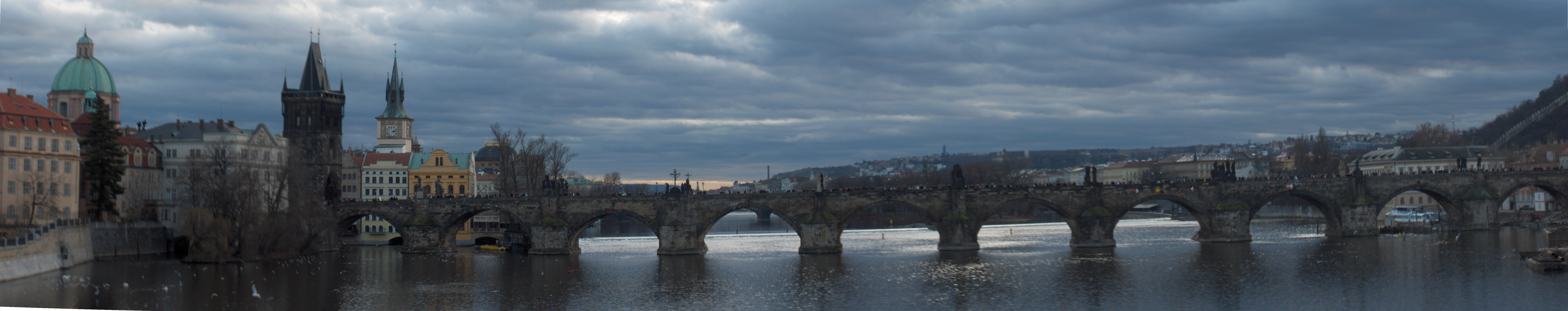
Vue panoramique du pont Charles (en hiver).

## Histoire du Club
Le Club a été fondé le 28 janvier 1900, au moment où de nombreuses parcelles du centre historique de Prague étaient menacées par les réaménagements induits par l'assainissement de la ville décrété par Joseph II, en 1882 (pražská asanace).
À partir de 1910, le Club publie son propre magazine. Ses missions et actions incitent et font émerger des associations identiques dans d'autres villes tchèques.
Le Club a survécu à la Seconde Guerre mondiale et a su défendre son indépendance durant la période communiste. Depuis 1989, le club se concentre principalement sur la protection des monuments en amont des projets urbains et promotionnels.

## Littérature
- 2002 : Klub Za starou Prahu, cent et 2 ans, de Kateřina Bečková et Richard Biegel, Association pour la sauvegarde et la mise en valeur du Paris historique, traduit en français par Barbora Lištíková  (ISBN 978-2-909653-10-5)